# Гельзин, Владислав Григорьевич
Владисла́в Григо́рьевич Ге́льзин (укр. Владислав Григорійович Гельзін; род. 27 августа 1973[…], Донецк) — украинский бизнесмен и футбольный деятель, основатель и бывший владелец футбольного клуба «Олимпик» (Донецк). Владелец сети супермаркетов «Пчёлка»

## Биография
Родился и вырос в Донецке. Окончил Донецкий национальный университет, по специальности международная экономика и Донецкий государственный институт здоровья, физического воспитания и спорта Национального университета физического воспитания и спорта Украины, по специальности олимпийский и профессиональный спорт.
Занимается бизнесом в области сельского хозяйства.

## Семейное положение
Женат, воспитывает двух дочерей и сына.

## Футбольная деятельность

### Карьера функционера
С 1999 года до 2001 год — вице-президент футбольного клуба «Металлург» (Донецк). Был одним из фактических владельцев команды. Летом 2001 года вместе со своими партнёрами передал клуб Сергею Таруте и его компании «Индустриальный союз Донбасса».
В августе 2001 года был одним из создателей в Донецке благотворительного фонда «Олимпик», в котором занял пост президента. На базе этого фонда, позже, был создан ФК «Олимпик». С момента основания футбольного клуба до 2021 года — его президент.

### Игровая карьера
Воспитанник футбольной школы «Сталевар». Первые тренеры Михаил Косевич и Игорь Ходас. В возрасте 14 лет две недели проучился в академии клуба «Шахтёр» (Донецк). После чего вернулся в районную команду, с которой больших успехов достичь не удалось.
Провёл один матч в Кубке Украины за «Машиностроитель» (Дружковка) 6 августа 2000 года.
Будучи вице-президентом донецкого «Металлурга» тренировался с первой командой, но ни одного матча не сыграл.
В составе «Олимпика» с 2003 года. Впервые вышел на поле 31 июля 2004 года на 65 минуте матча «Молния» (Северодонецк) — «Олимпик» (4:1). Первый гол забил 23 апреля 2007 года в игре против команды «Металлург-2» (2:0).
26 июля 2014 года дебютировал в Премьер-лиге Украины, выйдя на замену на 73 минуте матча «Черноморец» (Одесса) — «Олимпик» (4:0). 28 сентября 2014 г. забил с пенальти гол в кубковом поединке с запорожским Металлургом.
Является обладателем двух рекордов высшей лиги Украины: самый возрастной дебютант и как самый возрастной бомбардир.
Гельзин является самым возрастным футболистом украинской Премьер-лиги. Свой заключительный матч против «Стали» (0:2), который состоялся 8 мая 2016 года, форвард провел в возрасте 42 лет и 253 дней. После окончания этого матча Владислав Гельзин сообщил о завершении карьеры игрока..

## Достижения
- Мастер спорта Украины по футболу[12]
- Победитель Первой лиги Украины: 2013/14
- Победитель Второй лиги Украины: 2010/11

## Статистика
Откорректировано по состоянию на 10 мая 2016 года
| Клуб             | Сезон            | Чемпионат        | Чемпионат | Чемпионат | Кубок | Кубок | Итого | Итого |
| Клуб             | Сезон            | У                | Игры      | Голы      | Игры  | Голы  | Игры  | Голы  |
| ---------------- | ---------------- | ---------------- | --------- | --------- | ----- | ----- | ----- | ----- |
| Машиностроитель  | 2000/01          | —                | —         | —         | 1     | 0     | 1     | 0     |
| Машиностроитель  | Итого            | Итого            | 0         | 0         | 1     | 0     | 1     | 0     |
| Олимпик          | 2004             | люб.             | 4         | 0         | —     | —     | 4     | 0     |
| Олимпик          | 2004/05          | ІІІ              | 11        | 0         | —     | —     | 11    | 0     |
| Олимпик          | 2005/06          | ІІІ              | 0         | 0         | —     | —     | 0     | 0     |
| Олимпик          | 2006/07          | ІІІ              | 8         | 1         | —     | —     | 8     | 1     |
| Олимпик          | 2007/08          | ІІІ              | 20        | 0         | 3     | 0     | 23    | 0     |
| Олимпик          | 2008/09          | ІІІ              | 16        | 4         | 2     | 0     | 16    | 4     |
| Олимпик          | 2009/10          | ІІІ              | 13        | 7         | —     | —     | 13    | 7     |
| Олимпик          | 2010/11          | ІІІ              | 13        | 5         | —     | —     | 13    | 5     |
| Олимпик          | 2011/12          | ІІ               | 14        | 1         | —     | —     | 14    | 1     |
| Олимпик          | 2012/13          | ІІ               | 24        | 3         | 1     | 0     | 25    | 3     |
| Олимпик          | 2013/14          | ІІ               | 13        | 1         | —     | —     | 13    | 1     |
| Олимпик          | 2014/15          | І                | 6         | 1         | 5     | 1     | 11    | 2     |
| Олимпик          | 2015/16          | І                | 2         | 0         | 1     | 0     | 3     | 0     |
| Всего за карьеру | Всего за карьеру | Всего за карьеру | 140       | 23        | 12    | 1     | 152   | 24    |